# Galaxiella pusilla
Galaxiella pusilla är en fiskart som först beskrevs av Mack, 1936.  Galaxiella pusilla ingår i släktet Galaxiella och familjen Galaxiidae. IUCN kategoriserar arten globalt som sårbar. Inga underarter finns listade i Catalogue of Life.